# Torre Faro
Torre Faro è una frazione del comune di Messina, situata sulla punta nord-est della Sicilia e rientra nella Circoscrizione VI del capoluogo peloritano. Punto dello stretto di Messina famoso per il mitologico mostro Cariddi.

## Il toponimo
Situato all'estremità della Sicilia nord-orientale, sorge in corrispondenza di Capo Peloro, promontorio collinare in cui i rilievi si interrompono bruscamente a circa 1,5 km dal mare per lasciare posto a un lido sabbioso: è su questo lido che Torre Faro sorge, dove lo stretto di Messina raggiunge il minimo della sua grandezza e la Calabria dista dalla Sicilia solo 3,6 km. Il nome del paese deriva dalla presenza di un importante faro, attestato come edificio già in età romana e preceduto per secoli da punti di illuminazione che servivano ad aiutare i naviganti ad attraversare lo stretto di Messina. La presenza del faro avrebbe poi trasferito il termine alla toponomastica della contrada e a quella di Casale del Faro, oggi Faro Superiore. Un'ipotesi meno attendibile sarebbe quella di una derivazione dal nome dei Pharii, genti greche della città di Pharis che si sarebbero spostate nella zona di Capo Peloro dalla loro patria in Laconia.

## Ambiente
Caratteristici del luogo sono i refoli, vortici generati dalla corrente dello stretto di Messina, che nei secoli passati animarono la leggenda di Cariddi, una ninfa dalla voracità insaziabile che per aver rubato dei buoi al figlio Eracle, fu trasformata da Zeus in un mostro che per tre volte al giorno ingoiava e rigurgitava le acque delle stretto, ingurgitando tutto ciò che si trovava sopra o sotto la superficie del mare (marinai compresi). I laghi di Ganzirri e di Faro sono oggi due piccoli ecosistemi caratterizzati da alti livelli di biodiversità e produttività primaria, il che li rende adatti allo sfruttamento delle risorse biologiche e in particolare alla molluschicoltura, praticata da diversi secoli in entrambi i laghi. L'area compresa tra Ganzirri e Punta Faro rimane tuttora uno dei sistemi lagunari più interessanti dell'Italia dal punto di vista scientifico ed è tutelato da un vincolo naturalistico e paesaggistico.

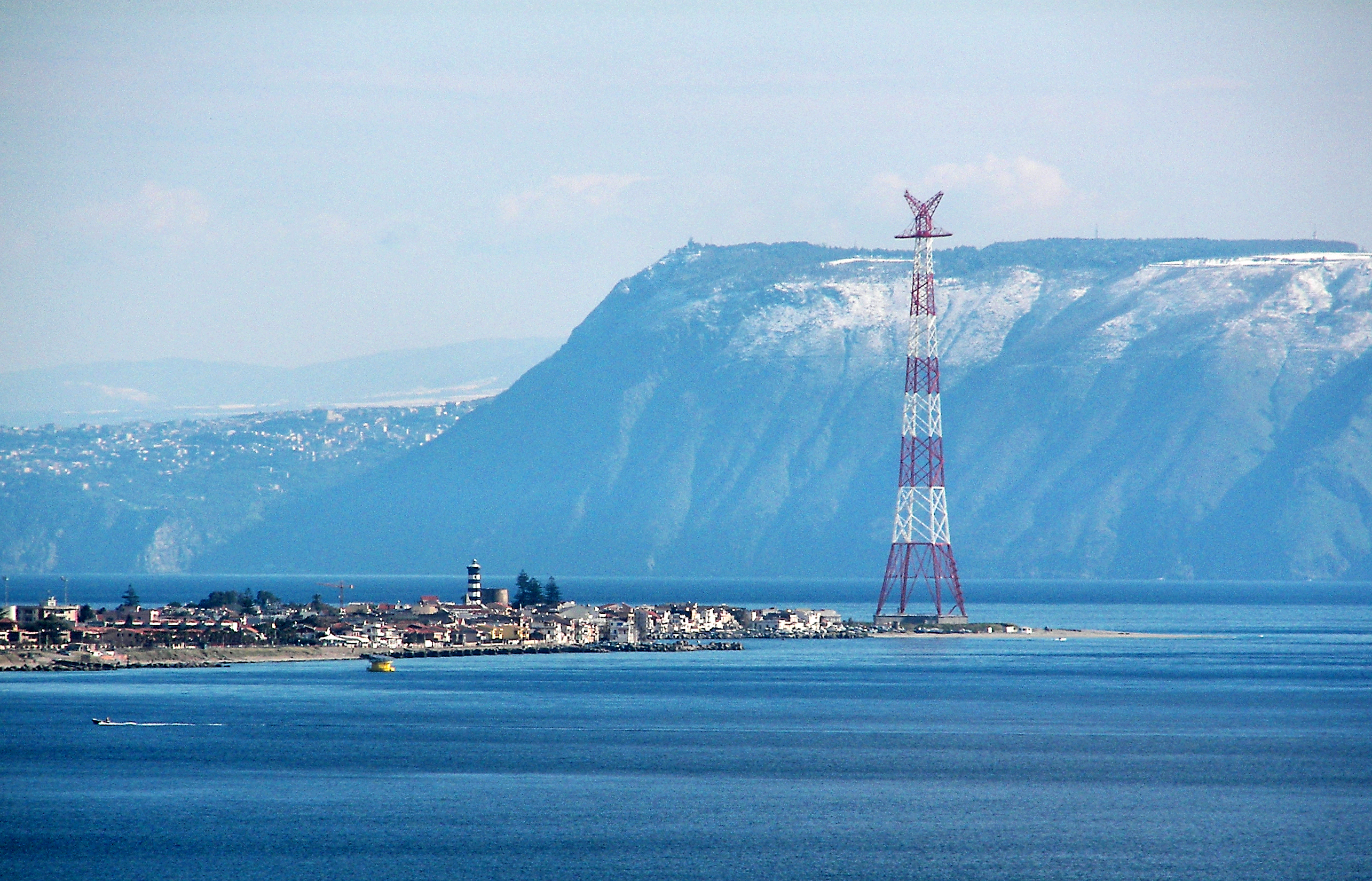
Capo Peloro, o Torre Faro, appare come una sottile striscia di terra in mezzo al mare, l'enorme costruzione qui mostrata è chiamata "pilone".

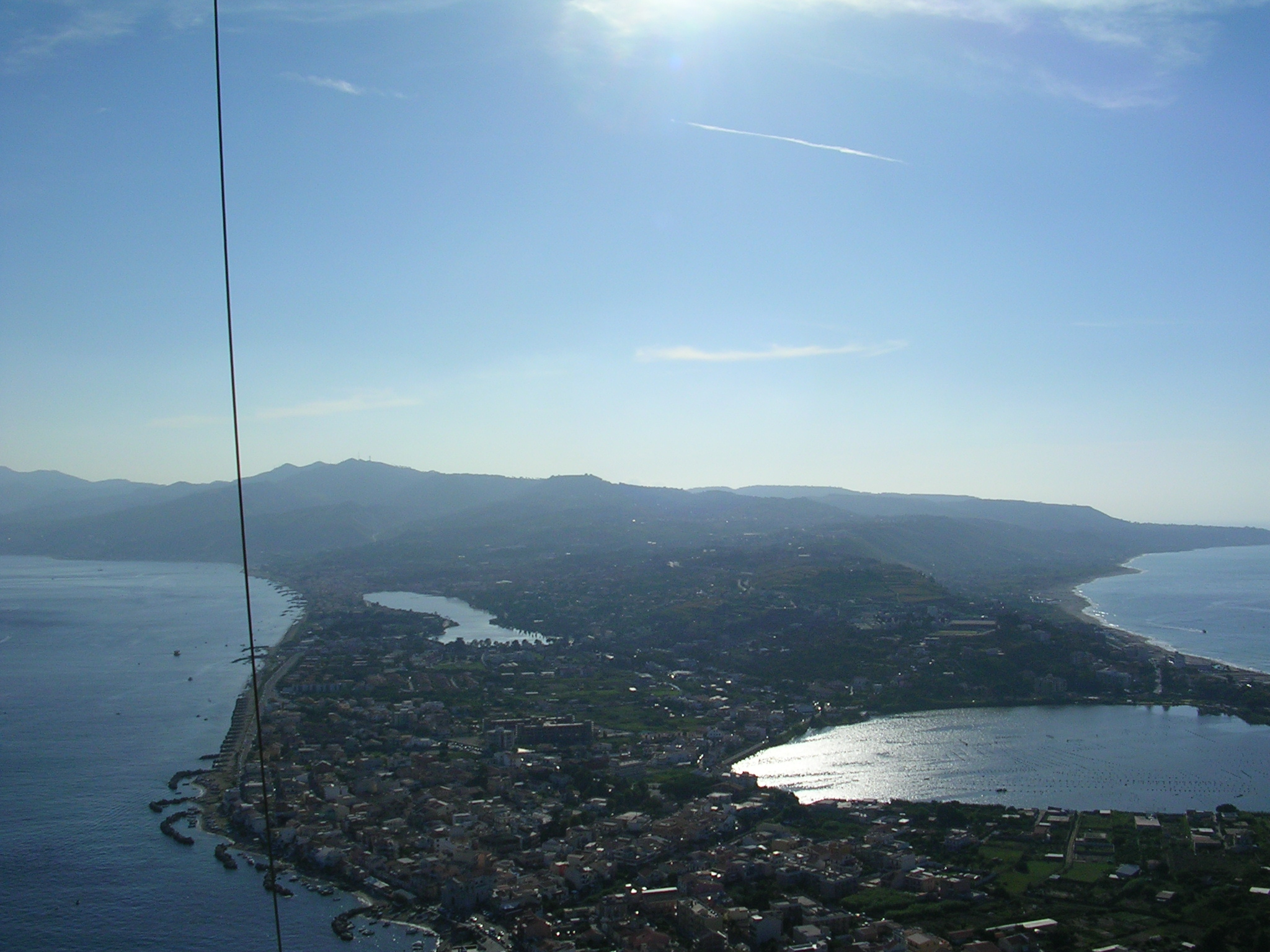
Torre Faro visto dal Pilone: sulla sinistra il lago di Ganzirri (o Pantano Grande) e sulla destra il lago di Faro (o Pantano Piccolo)

Si tratta tecnicamente di stagni costieri salmastri che, per la loro comunicazione con il mare, rappresentano un ambiente di transizione in equilibrio dinamico con l'ambiente marino; sono sede di flore specializzate di ambienti umidi salmastri e utilizzati come stazioni di sosta dagli uccelli migratori. Il lago Faro, per la sua particolare conformazione, rappresenta inoltre un raro esempio di bacino meromittico, oggetto di studio e di ricerche da parte di specialisti a livello internazionale. Esso è tra l'altro caratterizzato dal massiccio sviluppo di solfobatteri colorati fototrofi, che sono capaci di svolgere attività di fotosintesi anche in mancanza di ossigeno; le complesse relazioni che si instaurano con le altre popolazioni batteriche intervengono nel ciclo biogeochimico dello zolfo facendone un biotopo di peculiare importanza. L'intero contesto della Laguna di Capo Peloro è costituito da aree dunali e retrodunali con presenza di biotopi floristicamente ricchi con specie di vegetazione psammofila ad alta vulnerabilità o rischio di scomparsa, nonché talune specie vegetali tipiche di ambiente alofilo e dei litorali sabbiosi costieri, riscontrabili in pochi ambienti del bacino mediterraneo.
Vi sono cinque canali che mettono in comunicazione i due laghi tra loro e con i due mari:
Il canale di collegamento tra i due Pantani, denominato Margi. I canali di collegamento dei Pantani con i mari Tirreno e Ionio (Canale degli Inglesi, Faro, Due Torri e Catuso).
In origine i laghi erano quattro:
- il lago di Ganzirri, esteso per una superficie inferiore di 1/3 rispetto all'area ricoperta oggi;
- il lago di Faro, rimasto praticamente immutato;
- il lago Margi, oggi prosciugato e bonificato, situato nell'attuale località Margi tra il lago di Ganzirri e quello di Faro, ossia nella zona attraversata dal canale che oggi collega i due laghi, il "Canale di Margi";
- il lago Madonna di Trapani si trovava in linea con il lago di Ganzirri in posizione molto ravvicinata e oggi ne è annesso.

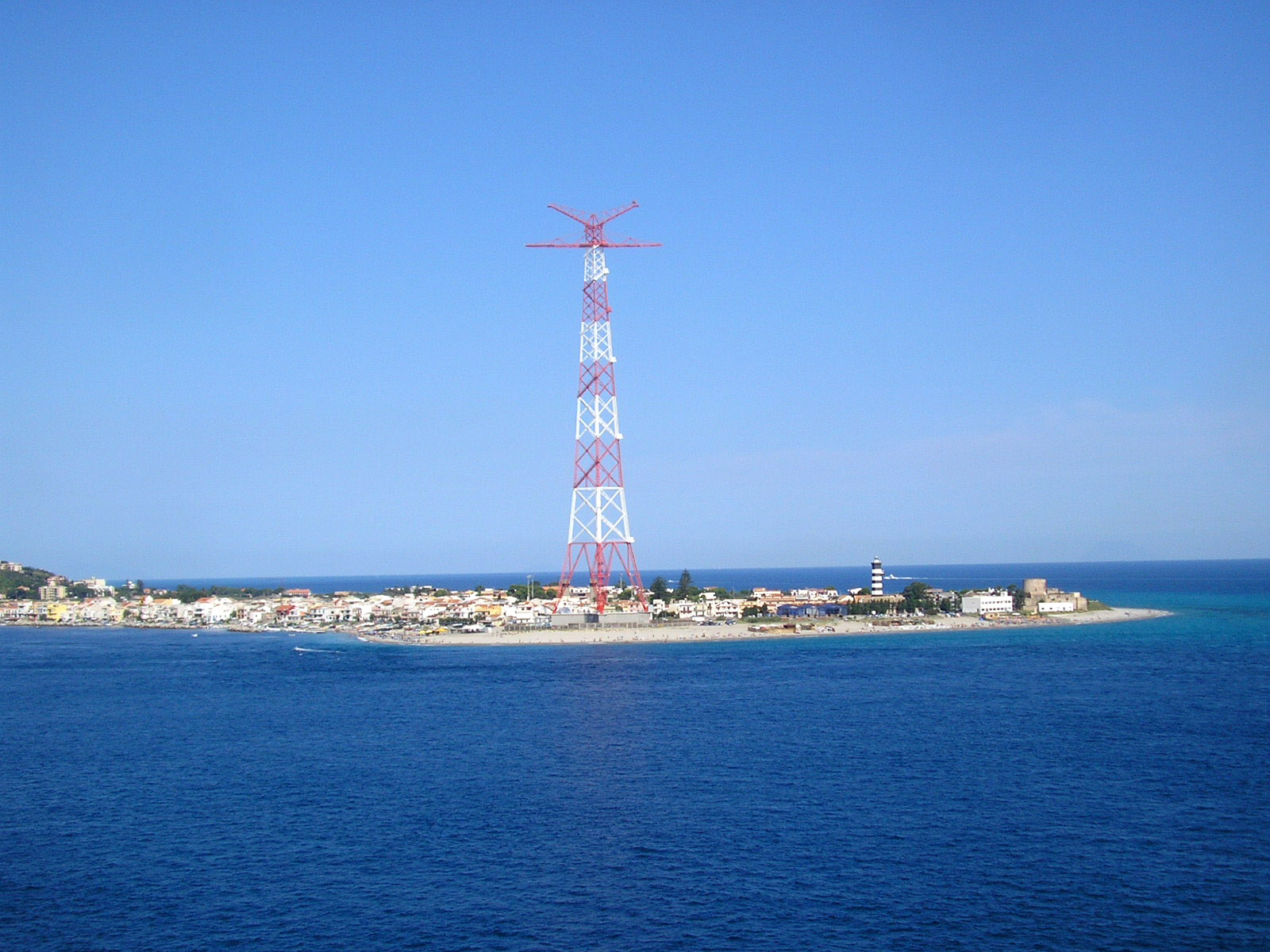
Il Pilone di Torre Faro

Nel 1783 il terremoto fece diventare i laghi da salmastri a dolci, quindi si decise di aprire i canali esistenti tuttora che collegano i laghi con il mare, anche perché le rane si stavano riproducendo a dismisura. Nel prosciugare il terzo lago si scoprirono resti di fondazioni ritenute quelle del tempio di Nettuno descritto dagli antichi, le cui colonne avrebbero abbellito il Duomo. Ma certamente la costruzione che maggiormente identifica Torre Faro è il Pilone, un traliccio d'acciaio in disuso della linea elettrica ad alta tensione a 220 kV che attraversava lo stretto di Messina fra la Calabria e la Sicilia. Il pilone alto 235 m fu progettato e costruito tra il 1948 e il 1955 dalla Società Generale Elettrica della Sicilia (SGES), ed è posto dirimpetto al suo omologo calabrese (224 m) costruito sulla sommità della collina di Santa Trada, sopra il paese calabrese di Scilla. Fino al completamento dei piloni sul fiume Elba in Germania, il pilone di Torre Faro ha vantato il record del pilone più alto del mondo. Tuttavia il forte vento che costantemente soffia sullo stretto ha indotto i tecnici all'utilizzo di cavi d'acciaio ad alta resistenza ma a bassa conducibilità elettrica, cosicché i cavi si sono rivelati con gli anni insufficienti per soddisfare la richiesta energetica (oltre che pericolosi per il trasporto aereo) e nel 1994 si è optato per la loro rimozione e la messa in attivazione di cavi sottomarini. Oggi il pilone resta una fonte di attrazione turistica, particolarmente suggestiva di notte quando la struttura d'acciaio riflette le luci poste alla base e si staglia come un cono luminoso emergente dalle acque scure dello stretto. Inoltre il Comune di Messina ha avviato un progetto di riqualificazione dell'area che oltre ad aprire al pubblico il pilone ha portato all'illuminazione della Torre degli inglesi (forte costruito dai britannici per il cannoneggiamento delle navi nemiche nel punto in cui esse in manovra per entrare nello stretto erano a facile tiro) e alla conversione di un'ex struttura per il tiro al volo nel parco Horcynus Orca, dedicata alla biologia marina, alla storia e ai miti dello stretto e dove nel mese di agosto ha luogo il Festival delle culture del Mediterraneo con proiezioni cinematografiche e concorsi letterari. Oltre alla mitilicoltura (Torre Faro col vicino Ganzirri copre il mercato di mitili di tutta la Sicilia nord-orientale), discreta è l'attività agricola dovuta alla fertilità del terreno ex paludoso e il settore turistico. Amministrativamente parte integrante del comune di Messina (VI circoscrizione), consta attualmente di circa 2 500 residenti che arrivano anche a raddoppiare nella stagione estiva. La parrocchia del paese, come tutta la città di Messina, è dedicata alla Madonna della Lettera, perché è proprio a Capo Peloro che si racconta fosse sbarcata la delegazione di messinesi di ritorno dalla Terra Santa nella quale si erano recati, spinti della fervente predicazione di San Paolo, in visita alla Vergine che in segno di ringraziamento consegnò loro una lettera sigillandola con un suo capello. Sulla lettera erano riportate le seguenti parole: Vos et ipsam civitatem benedicimus (Benediciamo voi e i vostri concittadini); la tradizione religiosa vuole che da allora la Madonna vegli sulla città anche quando in occasione di una tremenda carestia nel ‘600 fece apparire miracolosamente nelle acque dello stretto una nave carica di grano.

## Storia

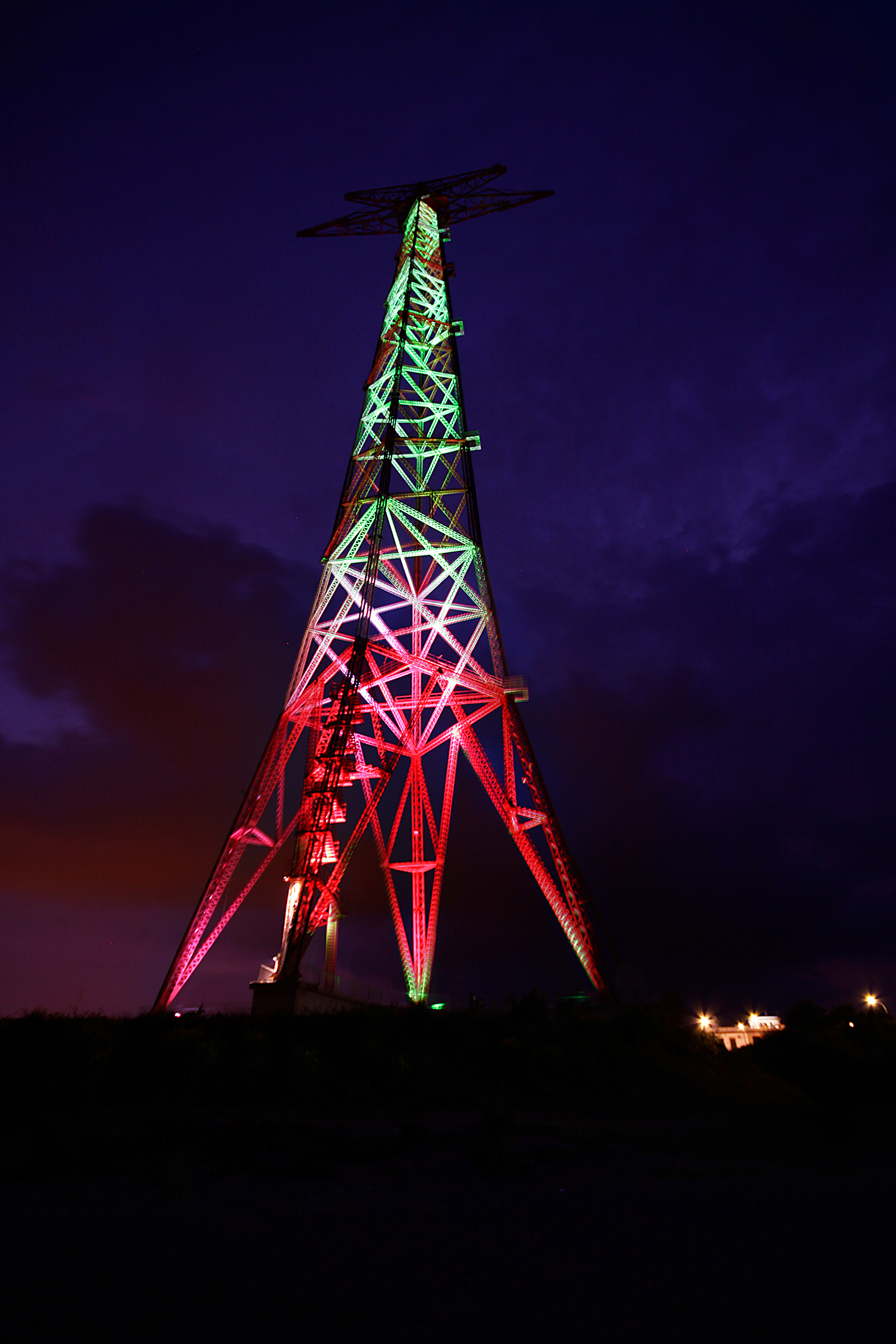
Pilone di Torre Faro (Messina), illuminato in occasione della Festa della Repubblica, 2 giugno 2011

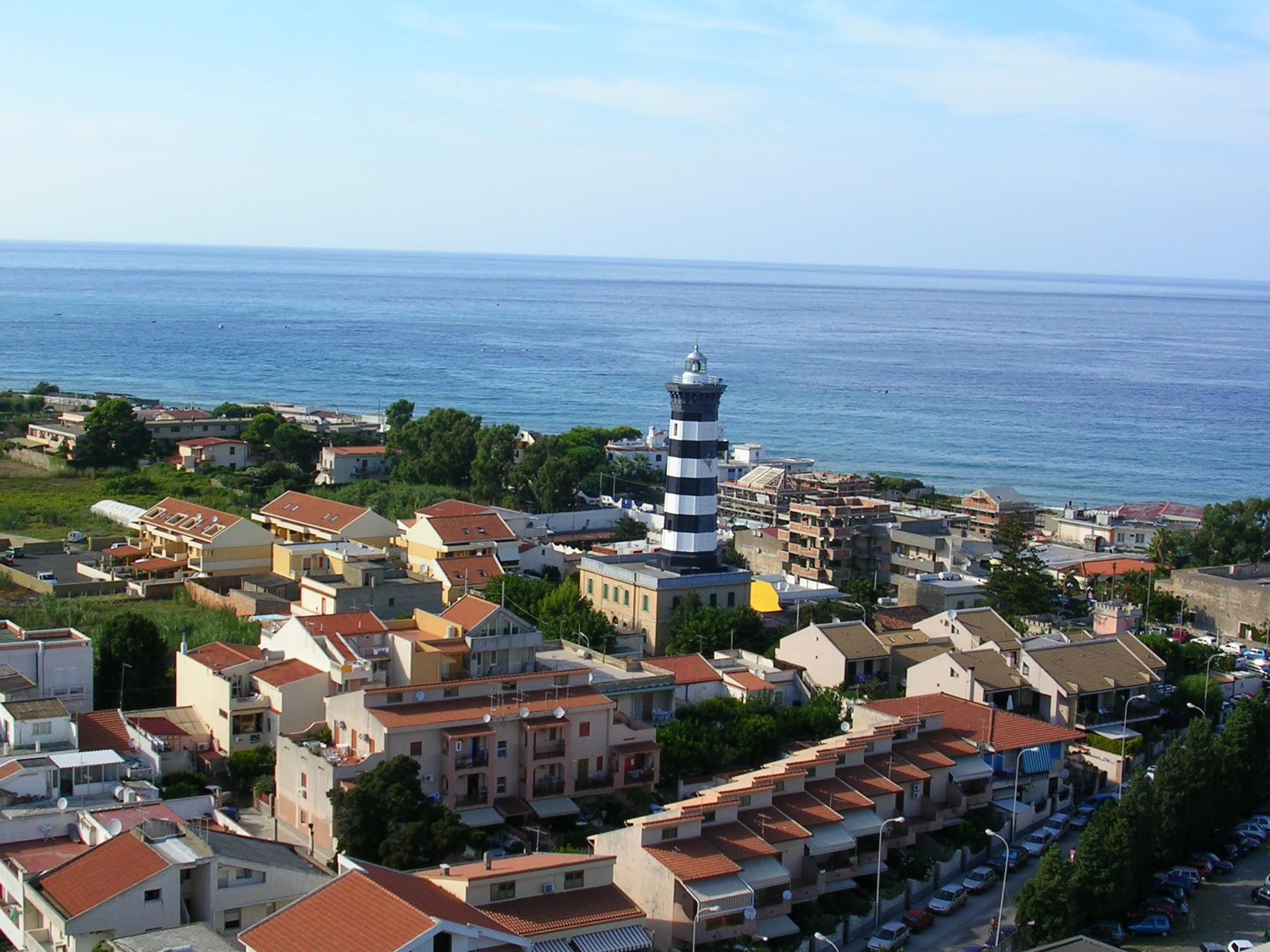
Il faro di Torre Faro

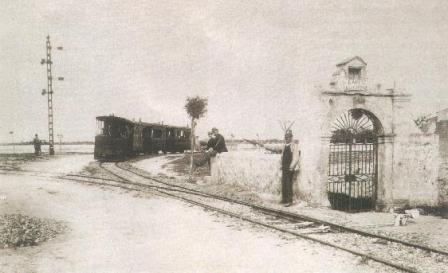
Il bivio per Torre Faro in una classica foto d'epoca

Il Promontorio collinare di Capo Peloro si interrompe a meno di 2 km dal mare, digradando in un basso lido sabbioso attraversato da piccoli corsi d'acqua che discendevano dalle alture e crearono la duna e i suoi pantani. Su questo lido, nella punta estrema nord orientale della Sicilia, nel punto più stretto dello stretto di Messina, sorse in epoca imprecisata un insediamento vocato alla pesca, all'attraversamento di merci e persone (anche di contrabbando) e alla custodia dei punti di luce che dovevano salvaguardare chiunque attraversasse quella pericolosa strettoia al centro del Mediterraneo e di tutti i traffici navali del Vecchio Mondo. Il villaggio, nella sua composizione attuale, prende forma come aggregazione spontanea e lineare di case di pescatori, anche se l'originale aspetto architettonico ha perso nel tempo le sue connotazioni a causa di numerosi interventi realizzati senza regole urbanistiche di alcun tipo. Nel corso del XIX secolo la zona fu interessata dalla presenza e dalle opere della marina inglese, che presidiarono Messina e lo stretto dal 1799. Gli inglesi costruirono molte batterie sulla spiaggia, resero carrozzabile la via Consolare Pompea fino appunto alla "Torre del Faro". Collegarono con i canali ancora visibili il lago di Faro (Pantano Piccolo) e il lago di Ganzirri (Pantano Grande) con il Tirreno e con lo stretto, bonificando il sistema lacustre della duna e utilizzandolo per il ricovero delle imbarcazioni (si vedano in proposito G. Oliva, Annali della Città di Messina; F. Chillemi, I Casali di Messina) e forse addirittura per l'attraversamento dello stretto tramite i canali, almeno per le imbarcazioni di dimensioni adeguate. Le opere di bonifica e canalizzazione dell'area centrale tra i due "laghi", un acquitrino infestato e malarico che nascondeva i resti di un terzo lago conosciuto dagli antichi, portarono anche alla luce delle vestigia di età classica, come rocchi di colonne poi trasportati al Duomo di Messina. All'interno del Torrione del Forte degli Inglesi (che faceva parte del sistema delle Torri costiere della Sicilia), costruito sempre dai britannici e oggi inserito all'interno del Parco Horcynus Orca, nell'ambito dei lavori di restauro e recupero del complesso edilizio, gli archeologi della Soprintendenza di Messina hanno ritrovato un basamento in mattoni e cocciopesto a tre gradini e alcune cisterne di età romana. Sebbene l'interpretazione non sia del tutto confermata, i tre gradini potrebbero plausibilmente essere i resti del basamento del faro di età romana, che sarebbe quindi la struttura raffigurata in un'emissione argentea di Sesto Pompeo, un denario datato al 42-40 o al 38-36 a.C., comunque in epoca precedente alla sconfitta di Sesto Pompeo e contemporanea al suo "dominio" sulla Sicilia e sullo stretto. La moneta rappresenta quindi sul dritto il faro di Capo Peloro, sormontato da una statua di Nettuno dotato di elmo, tridente e timone e col piede su una prua. Il faro rappresentato ha innanzi a sé una galera, con a prua l'aquila legionaria e a poppa un tridente, una bandiera e un uncino d'ancoraggio. Nel rovescio invece è possibile riconoscere Scilla, il mostro della rupe calabra con due code di pesce e tre teste canine, secondo una delle tante iconografie conosciute. Nei diversi conii di questa moneta il faro presenta la presenza di elementi differenti. La torre sembra dunque cilindrica, si nota comunque il basamento gradinato, che forse è anch'esso a pianta circolare, appaiono due finestre, un marcapiano, una possibile porta, una possibile balconata. La Torre di Peloro è citata da Strabone nella Geografia (III,5,5) assieme a una torre analoga presso il Poseidonio di Reggio Calabria, in località Cannitello e quindi in un punto prospiciente il lato siciliano dello stretto. Sebbene il Poseidonio potrebbe essere stato eretto da Ottaviano, dopo la sua vittoria su Pompeo (36 a.C.), la moneta raffigurante il Faro (e quindi il Faro stesso) sono precedenti a tali avvenimenti.
La Parrocchia del paese, come tutta la città di Messina, è dedicata alla Madonna della Lettera, perché è proprio a Capo Peloro che si racconta fosse sbarcata la delegazione di Messinesi di ritorno dalla Terra Santa nella quale si erano recati, spinti della fervente predicazione di San Paolo, in visita alla Vergine che in segno di ringraziamento consegnò loro una lettera sigillandola con una ciocca di suoi capelli (che vengono inseriti nel Vascelluzzo, modello in argento di un vascello, ogni anno nella ricorrenza del Corpus Domini). Sulla lettera, che risulta depositata presso le Biblioteche Vaticane, da cui risulta un'ispezione di questo documento nel 1700, erano riportate le seguenti parole: Vos et ipsam civitatem benedicimus (Benediciamo voi e la vostra città); la tradizione religiosa vuole che da allora la Madonna vegli sulla città anche quando in occasione di una tremenda carestia nel ‘600 fece apparire miracolosamente nelle acque dello stretto una nave carica di grano. Parte della ciocca di capelli, sempre nel Seicento, venne portata in processione, imbarcandosi proprio a Torre Faro, a Palmi dove era in corso una pestilenza gravissima, che smise nel momento che la processione arrivò a Palmi, ove per riconoscenza alla fine di agosto replicano la processione della Vara messinese denominandola Varia.

 Faro, fortificazioni e centro sperimentale per il ripristino e lo studio della vegetazione spontanea   

## Leggende

### Colapesce
Dovrebbe essere di Torre Faro il famoso Nicola Pesce inteso come "Colapesce" che la tradizione vuole esperto nuotatore e pescatore. La leggenda narra che durante un'immersione vide l'ingresso di una grotta dove a sorreggere il soffitto vi era una colonna. Nelle immersioni successive entrò nella grotta e vide che vi era un immenso tesoro. Quando provò a portare in superficie parte del tesoro venne un fortissimo terremoto e la colonna si ruppe il Colapesce si sostituì alla colonna con la speranza che qualche amico pescatore che lo aspettava a riva scendesse giù ad aiutarlo. La leggenda vuole che sia ancora lì a sorreggere un angolo della Sicilia.

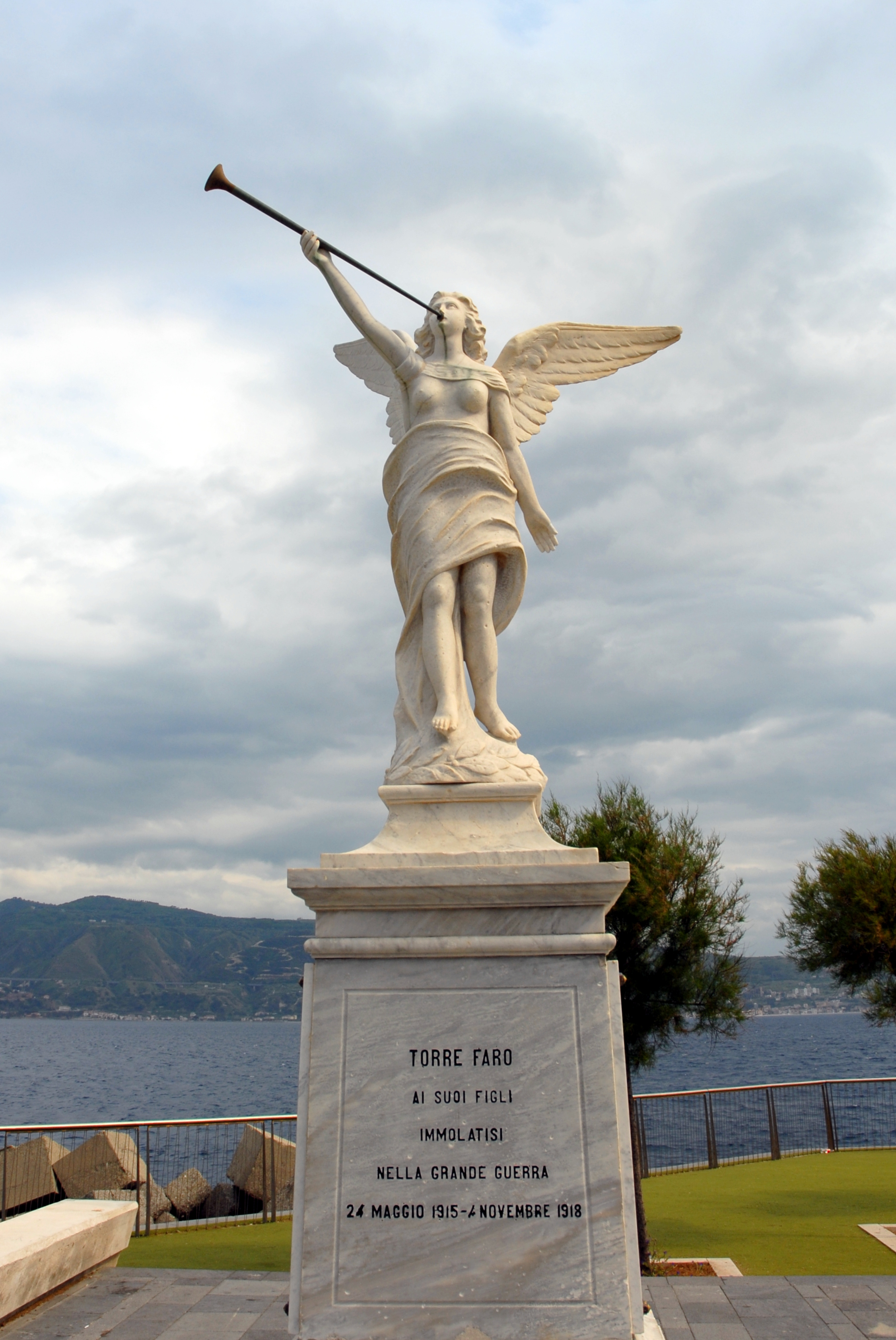
Monumento ai caduti della prima guerra mondiale

## Infrastrutture e trasporti
Raggiungibile tramite la Strada statale 113 dir Settentrionale Sicula, fra il 1890 e il 1949 la località era servita da un'apposita diramazione della tranvia Messina-Barcellona della SATS, elettrificata nel 1917.